# 대한천일은행

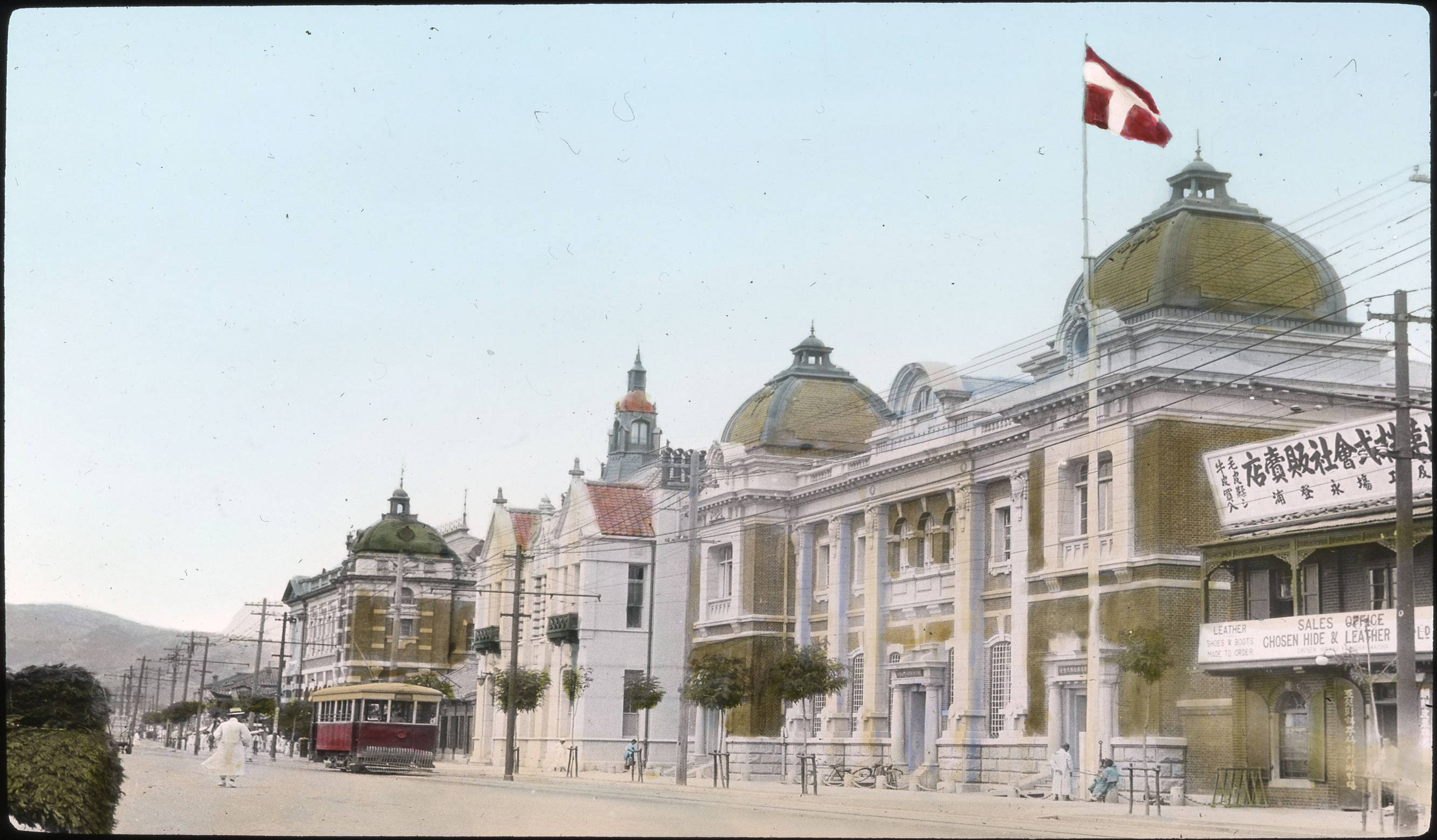
옛 모습

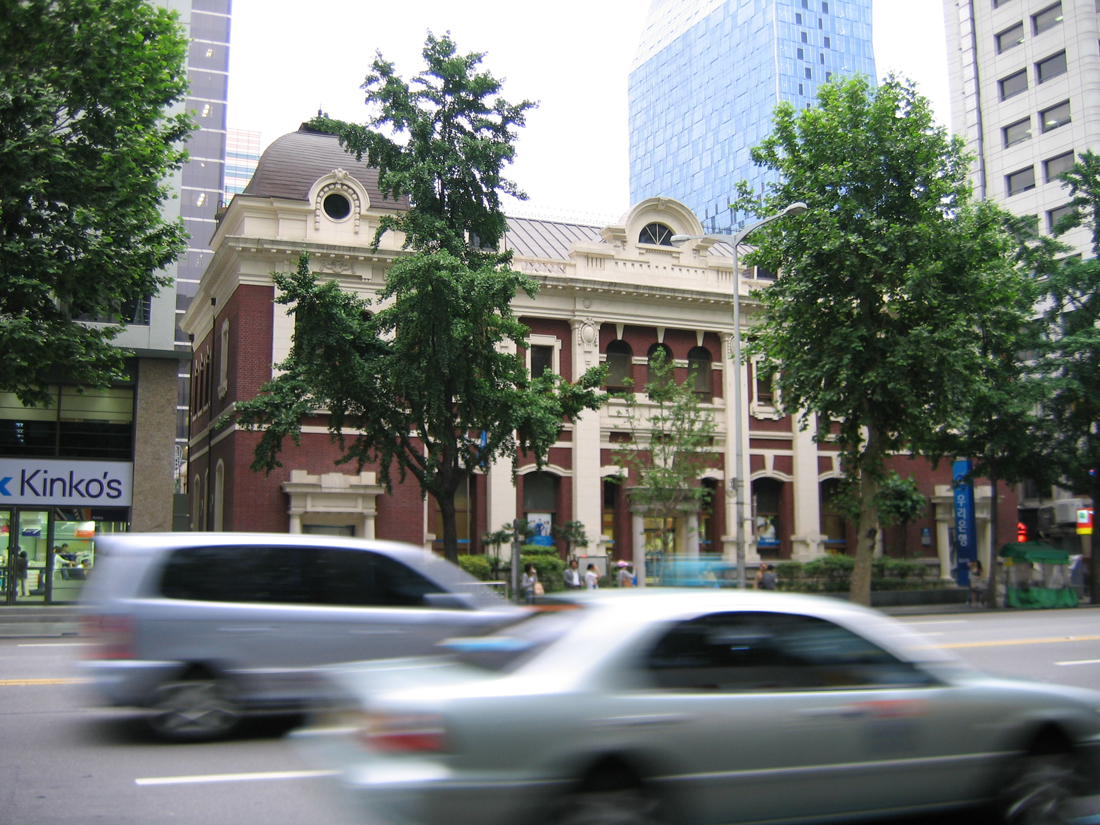
대한천일은행 남대문 지점이었던 광통관.

대한천일은행(大韓天一銀行)은 구한말 있었던 은행이다.
강화도 조약으로 한반도로 진출하게 된 일본 금융업계에 대항하기 위해 1899년 설립된 민족계 은행이다. 초대 은행장은 민병석이었다.
초기에는 정부에게 국고금을 대여받아 쓰고 영친왕이 은행장을 맡으면서 황실과 고위층이 이용하는 특수은행의 성격을 가졌다. 1906년 경영을 기업인에게 맡기면서 일반은행으로 변모하였다.
1911년 조선총독부에 의해 조선상업은행으로 개편되었다. 해방 후 한국상업은행, 한빛은행을 거쳐 지금의 우리은행의 일부이다.